# Federazione pallavolistica delle Samoa Americane
La Federazione samoana americana di pallavolo (eng. American Samoa Volleyball Association, ASVA) è un'organizzazione fondata per governare la pratica della pallavolo nelle Samoa Americane.
Organizza il campionato maschile e femminile, e pone sotto la propria egida la nazionale maschile e femminile.
Ha aderito alla FIVB nel 1988.